# Fercks Castellani
Fercks Castellani (Buenos Aires, 7 de mayo de 1986) es un director de cine, guionista, editor y productor. Dos veces ganador del Blood Window Lab en Ventana Sur. Conocido internacionalmente por su segunda película Lo Inevitable con Juana Viale, Luciano Cáceres y Javier Godino estrenada comercialmente en Argentina en octubre de 2021 y en Italia, Taiwan, Rusia y 14 países más del territorio durante 2022.

## Biofilmografía
Fercks Castellani nació el 7 de mayo de 1986, en la Ciudad de Buenos Aires, Argentina. Realizó sus estudios en el Centro de Investigación Cinematográfica, donde obtuvo el título de Realizador Integral de Cine y Televisión. 
Luego de su controvertido cortometraje El Testigo, y tras haber logrado el interés del INCAA, el 15 de octubre de 2015 estrena en cines su Ópera Prima, un thriller de suspenso “Pájaros Negros”. Ganadora a Mejor Película, Mejor Director y Mejor Guion en los Premios Latino de Marbella, Mejor Guion en el Festival de Cine Latino de Georgia y Mejor Edición en el Festival Internacional de Cine de Guayaquil, y nominada por Mejor Música Original en los Premios Cóndor de Plata 2016.
En septiembre de 2018 es galardonado como Mejor Director y Mejor Guionista en los Premios Latino de Marbella, España. 
En noviembre de 2019 filma su segunda película: Lo Inevitable, con un elenco internacional Juana Viale, Luciano Cáceres y Javier Godino. Recibe con esta película el primer premio Sitges Pitchbox Prize de Ventana Sur en la sección Blood Window.
En octubre de 2021, luego de las restricciones por la pandemia, estrena en más de 20 salas comerciales, su segunda película Lo Inevitable. Entre 2021 y 2022 la película participa en la Sección Oficial de los festivales Sitges Coming Soon de España, Terror Molins de España, Montevideo Fantástico de Uruguay y Macabro de México. 
En diciembre de 2021, participa en Ventana Sur y gana uno de los premios de Blood Window con su nueva película Ojos Intrusos.
Actualmente, se encuentra en preproducción de su nueva película.

## Cine: Películas, nominaciones y festivales
| Película       | Papel                                    | Festival                                    | Año  |
| -------------- | ---------------------------------------- | ------------------------------------------- | ---- |
| Lo Inevitable  | Director, Guionista, Productor           | Macabro México                              | 2022 |
| Lo Inevitable  | Director, Guionista, Productor           | Montevideo Fantástico                       | 2022 |
| Ojos Intrusos  | Director, Guionista, Productor           | Sección Pitching Sessions BW Ventana Sur    | 2021 |
| Lo Inevitable  | Director, Guionista, Productor           | Molins Horror Film Festival                 | 2021 |
| Lo Inevitable  | Director, Guionista, Productor           | Sitges Coming Soon                          | 2020 |
| Lo Inevitable  | Director, Guionista, Productor           | Sección Pitching Sessions BW Ventana Sur    | 2019 |
| Pájaros Negros | Director, Guionista, Coproductor, Editor | Premios Latino de Marbella, España          | 2018 |
| Pájaros Negros | Director, Guionista, Coproductor, Editor | Georgia Latino Film Festival USA            | 2016 |
| Pájaros Negros | Director, Guionista, Coproductor, Editor | Festival Internacional de Cine de Guayaquil | 2016 |
| Pájaros Negros | Director, Guionista, Coproductor, Editor | Premios Cóndor de Plata                     | 2016 |
| Pájaros Negros | Director, Guionista, Coproductor, Editor | Festival Internacional de Torremolinos      | 2016 |
| Pájaros Negros | Director, Guionista, Coproductor, Editor | Festival Internacional de Cine de Tenerife  | 2016 |
| Pájaros Negros | Director, Guionista, Coproductor, Editor | Festival Fantástico de Mar del Plata        | 2016 |
| Pájaros Negros | Director, Guionista, Coproductor, Editor | Festival Cine del Mar Punta del Este        | 2016 |
| El Testigo     | Director, Guionista, Productor           | Los Cortos, Los Angeles Film Fest USA       | 2014 |
| El Testigo     | Director, Guionista, Productor           | Ficciones Cortas Canal (a)                  | 2012 |
| El Testigo     | Director, Guionista, Productor           | Buenos Aires Rojo Sangre                    | 2011 |

## Series y programas
| Año  | Serie / Programa             | Papel                       | Notas                                                |
| ---- | ---------------------------- | --------------------------- | ---------------------------------------------------- |
| 2016 | Frederick Hailstorm Presenta | Director, Guionista, Editor | Serie de televisión, 6 episodios (en Postproducción) |

## Premios y nominaciones
| Año  | Categoría                       | Película       | Festival                                    | Resultado |
| ---- | ------------------------------- | -------------- | ------------------------------------------- | --------- |
| 2021 | Premio Apima Award              | Ojos Intrusos  | Ventana Sur Blood Window                    | Ganador   |
| 2019 | Primer Premio SITGES PITCHBOX   | Lo Inevitable  | Ventana Sur Blood Window                    | Ganador   |
| 2018 | Mejor Director                  | Pájaros Negros | Premios Latino de Marbella, España          | Ganador   |
| 2018 | Mejor Guion                     | Pájaros Negros | Premios Latino de Marbella, España          | Ganador   |
| 2018 | Mejor Película de Género Terror | Pájaros Negros | Premios Latino de Marbella, España          | Ganador   |
| 2016 | Mejor Edición                   | Pájaros Negros | Festival Internacional de Cine de Guayaquil | Ganador   |
| 2016 | Mejor Guion                     | Pájaros Negros | Georgia Latino Film Festival USA            | Ganador   |